# ديفيد مينديز
ديفيد مينديز (بالبرتغالية: David Mendes‏) هو محامي وناشط حقوق الإنسان وسياسي أنغولي، ولد في 6 مايو 1962 في أنغولا.